# 대격노
대격노(핀란드어: isoviha, 스웨덴어: den stora ofreden)란 핀란드의 역사에서 대북방 전쟁 당시 스웨덴 제국의 영토였던 핀란드 지방을 러시아 제국이 침공하여 1714년부터 뉘스타드 조약이 체결된 1721년까지 군사 점령한 기간을 일컫는 용어다. 오늘날 자료에서는 러시아 지배기(핀란드어: venäläisen ylivallan aika)라는 용어를 사용하기도 한다.

## 배경
1709년 폴타바 전투에서 스웨덴이 패배한 이후, 핀란드는 스스로 스스로 방어해야 할 처지에 놓였다. 러시아군은 1710년 비푸리를 점령하였고, 1712년에는 핀란드를 점령할 첫 군사작전을 펼쳤지만 실패하였다. 러시아는 1713년 헬싱키를 점령하고 해안지방을 방어하고 있는 스웨덴군을 격퇴하기 위한 더욱 조직된 군사작전을 실시하였다. 핀란드의 스웨덴군은 1714년 이소퀴뢰에서 벌어진 나푸에 전투에서 참패하였고, 항코 연안 항로를 봉쇄하여 러시아의 진군을 막으려는 시도 또한 강구트 해전 패배로 실패하였다. 1714년 말 보트니아만의 제해권은 러시아 갤리선이 장악하였으며, 이로 인해 스웨덴군 병사와 선박은 핀란드에 발이 묶였다. 러시아군은 이에 그치지 않고 보트니아만 서쪽의 스웨덴 본토 해안까지 약탈하였다. 대표적으로 1714년 9월 18일 러시아군은 우메오를 방화하였으며, 1720년, 1721년, 1722년에도 다시 파괴하였다.

## 러시아의 핀란드 지배
나푸에 전투 승리 이후 러시아는 미하일 골리친을 핀란드 총독으로 임명하였다. 핀인들은 러시아군을 파르티잔 전술로 대항하였다. 러시아는 이에 대한 보복으로 핀란드 농민에게 아주 많은 군세(軍稅)를 부과하였다. 약탈과 강간은 만연하였으며, 특히 포흐얀마 지역의 주요 도로 인근 마을에서 주로 일어났다. 교회는 약탈당하고 이소퀴뢰는 전소되었다. 러시아군은 스웨덴의 역공을 막기 위해 핀란드 수백 킬로미터에 달하는 지역을 초토화하였다. 핀인 5000명이 사망하고 1만명이 노예로 끌려가 수천명만이 돌아온 것으로 추청되며, 최근 연구 결과에 따르면 총 사상자는 2만명에 달하는 것으로 추정된다. 또한 다른 연구에서는 노예로 끌려간 여성과 아동이 3만명에 달한다고 추정하기도 한다. 1714년 9월 29일 카자크는 하룻밤 사이에 하일루오토섬의 주민 800여명을 도끼로 학살하였다. 관료들을 중심으로 한 수천명은 스웨덴의 보호 하에 도피하였지만, 빈농들은 러시아군의 약탈과 강제 징병을 피해 숲 속으로 도망갔다. 러시아의 잔악 행위는 스웨덴의 스코틀랜드계 백작 구스타프 오토 더글러스가 러시아 측으로 전향한 후 점령지 관리를 맡은 1714년부터 1717년 사이 최악의 상태에 다다랐다.
러시아가 핀란드를 점령하기 전부터, 핀란드를 비롯한 발트해 인근 지역에는 페스트가 유행하고 있었다. 이 페스트로 인해 헬싱키에서는 인구 2분의 3인 1,185명이 사망하였으며 스웨덴의 핀란드 지배력이 약화되었다.

## 결과
대격노로 인한 핀란드 인구와 경제가 회복될때까지는 수십년이 걸렸다. 또한 핀란드는 1741년부터 1743년 사이 일어난 러시아-스웨덴 전쟁 (1741년~1743년)으로 인해 1742년부터 1743년까지 러시아군에게 다시 점령과 초토화를 당하는데, 이는 소격노(Pikkuviha)라고 부른다.

## 같이 보기
- 소격노